# Sete Capitães
Os Sete Capitães foram um grupo de militares, alguns nascidos no Reino e outros no Brasil, que receberam parte das terras do norte fluminense em sesmaria no século XVII. São considerados os exploradores e primeiros colonizadores da região de Campos dos Goytacazes, Conceição de Macabu, Carapebus, Macaé, Quissamã e Rio Bonito.

## História
Com o fracasso da capitania de São Tomé, a colonização das terras da região norte fluminense foi abandonada pelos seus donatários. Ao mesmo tempo, os índios Goitacazes que habitavam a região foram dizimados em lutas que uniram os portugueses do Espírito Santo com os índios cristianizados que viviam em São Pedro da Aldeia. As terras da região norte fluminense estavam, portanto, praticamente desabitadas nesta época.
Em 1627, sete militares solicitaram ao governador do Rio de Janeiro, Martim Correia de Sá, que as terras lhes fossem dadas como recompensa pelos serviços prestados nas lutas contra os invasores holandeses e contra os piratas ingleses e franceses que infestavam o norte fluminense.
Em 19 de agosto de 1627, Martim Correia de Sá concedeu-lhes em sesmaria as terras "desde o rio Macaé, correndo a costa, até o rio Iguaçu, ao norte do cabo de São Tomé e para o sertão até o cume das serras". Assim, pelo litoral, as terras iam de Macaé até quase a foz do rio Paraíba do Sul e para o interior até as serras que formavam o vale do rio Paraíba do Sul. A intenção do governador Martim Correia de Sá era povoar a região abandonada, pois se havia esgotado o comércio do pau-brasil.
Os sete militares que receberam a sesmaria foram:
- Gonçalo Correia de Sá, meio-irmão do referido governador;
- Manuel Correia de Sá (morto em 8 de janeiro de 1648), da mesma família;
- Duarte Correia Vasqueanes (morto em 23 de maio de 1650) igualmente desta importante família dos Correia de Sá.
- Miguel Aires Maldonado; e seu sogro,
- João de Castilho Pinto.
- Miguel Riscado;[nota 1] que ao falecer deixou por herdeira sua mulher, Estácia Requeixa, «criatura ignorante e possivelmente timorata», segundo o escritor Vivaldo Coaracy;
- Antonio Pinto Pereira, que Vivaldo Coaracy em sua obra «O Rio de Janeiro no século 17» chama Antonio Pereira Pinto, e considera «homem de que é muito po9uco o que se sabe, parece ter sido indivíduo de poucas luzes, pois é seu filho, Francisco Pereira Pinto, quem assina a rogo do pai.

Os sete eram pessoas abonadas, moradoras na cidade do Rio de Janeiro, exceto Miguel Vaz Riscado, senhor de terras em Cabo Frio.
Em 1629, receberam a posse jurídica da sesmaria e começaram a organizar a sua exploração.
Miguel Aires Maldonado e João de Castilho Pinto são considerados os líderes das expedições - eram rivais, porém, dos Correia de Sá.
No final do ano de 1632, os Sete Capitães reuniram-se em Cabo Frio. No dia 2 de dezembro de 1632 partiram até a aldeia de índios pacificados na foz do rio Macaé para encontrar um certo Domingos Leal. Iniciaram então a exploração das terras que tinham recebido em sesmaria, procurando por pastagens naturais para criação de gado bovino, o que encontraram nas proximidades da lagoa Feia e do rio Paraíba do Sul.
Os Sete ainda realizaram outras viagens de exploração da sesmaria entre 1633 e 1634 duranta as quais implantaram currais e fazendas de criações de gado.
O capitão Miguel Aires Maldonado escreveu um relato destas expedições de exploração denominado "Roteiro dos Sete Capitães, cujo título original era "Descrição que faz o capitão Miguel Aires Maldonado e o capitão José de Castilho Pinto e seus companheiros dos trabalhos e fadigas das suas vidas, que tiveram nas conquistas da capitania do Rio de Janeiro e São Vicente, com a gentilidade e com os piratas nesta costa”. O "Roteiro dos Sete Capitães" descreve a descoberta de diversos acidentes geográficos da região norte fluminense e as toponímias criadas pelos Sete Capitães, as quais são usadas até hoje, como lagoa Feia, rio Macabu (daí Conceição de Macabu), Rio Bonito, Carapebus, Campos dos Goytacazes e Quissamã.
Miguel Aires Maldonado e João de Castilho Pinto se tornaram depois verdadeiros inimigos do futuro governador do Rio de Janeiro, Salvador Correia de Sá e Benevides, e dos Jesuítas. Antes de partir para lutar contra os holandeses que ocupavam Angola, em 9 de março de 1648, Salvador Correia de Sá e Benevides fez verdadeira espoliação nas terras que tinham sido doadas aos e exploradas pelos Sete Capitães. Alegando confusão na delimitação das propriedades, Salvador Correia de Sá e Benevides elaborou uma "escritura diabolica" - como afirmam os cronistas - dividindo as terras exploradas em 12 quinhões, dos quais quatro e meio foram destinados aos Sete Capitães e seus herdeiros, três ao próprio governador, três à Companhia de Jesus, uma ao provedor da fazenda Pedro de Sousa Pereira (casado com Ana Correia, portanto genro de Manuel Correia, primo do governador) e meio quinhão aos monges da Ordem de São Bento.
Os Sete Capitães, que eram os legítimos possuidores, foram assim despojados de quase 2/3 das terras que tinham recebido e explorado.
A divisão só se manteve porque, de todos os sete, somente Miguel Aires Maldonado e João de Castilho Pinto demonstraram forte interesse nas terras e mantiveram forte oposição ao governador e aos Jesuítas.
Isso embora se saiba hoje que a viúva do Gonçalo Correia de Sá, referido acima como um dois sete, vendeu diversas sesmarias ao seu primo e governador aqui citado como vilão, por escritura de 15 de Abril de 1634. 
Note-se que o Roteiro de Maldonado é por Capistrano de Abreu considerado apócrifo ou pelo menos muito adulterado, o que foi provado por Vieira Fazenda. Aliás, Vivaldo Coaracy considera «todos os documentos relativos a esta questão (...) confusos, incompletos e não raras vezes duvidosos ou com indícios de interpolações posteriores.»
Baseados porém na escritura de espoliação, jesuítas e beneditinos conseguiram mais tarde alargar desmedidamente seus domínios na região.